# Igor Kvacha
Igor Vladimirovitch Kvacha (en russe : И́горь Влади́мирович Кваша́), né le 4 février 1933 à Moscou et mort le 30 août 2012 dans la même ville, est un acteur soviétique de théâtre et cinéma. Il travaille aussi dans le doublage des films et comme animateur de radio. Il est distingué artiste émérite en 1968 et artiste du Peuple de la RSFS de Russie en 1978,.

## Biographie
Le père d'Igor, doktor nauk en génie chimique Vladimir Ilitch Kvacha est le professeur de l'Université de technologie chimique Dmitri Mendeleïev de Moscou. Il périt le 30 décembre 1942 sur le front de Leningrad. La mère, Dora Zakharovna Kvacha, est orthophoniste spécialisée en prise en charge des enfants sourds.
Kvacha est diplômé de l'École-studio du Théâtre d'Art académique de Moscou en 1955 et devient acteur du Théâtre d'art de Moscou, qu'il quitte pour le Théâtre Sovremennik en 1957.
Sa carrière cinématographique commence en 1956, mais la vrai popularité lui vient avec le rôle de bourgmestre dans le film Ce même Münchausen de Mark Zakharov en 1979.
Au début des années 1990, il fait régulièrement partie du jury du jeu télévisé humoristique KVN. Depuis 1998, il anime l'émission Attends-moi («Жди меня») sur Perviy Kanal.
Son livre de mémoires Point de retour («Точка возврата») parait en 2007. En 2008, toujours sur Perviy Kanal il presente l'émission Les incroyables histoires sur la vie («Невероятные истории про жизнь»).
Souffrant d'une broncho-pneumopathie chronique obstructive, l'artiste meurt des suites d'une bronchite infectieuse le 30 août 2012. La cérémonie d'adieux est organisée dans la grande salle de Sovremennik. Kvacha est inhumé au cimetière Troïekourovskoïe.

## Filmographie partielle
- 1965 : Les Aventures d'un dentiste (Похождения зубного врача)  de Elem Klimov : Merejkovsi
- 1965 : Pont en construction (Строится мост) de  Oleg Efremov : Igor Saveliev
- 1966 : Une année aussi longue que la vie (Год как жизнь) de Grigori Rochal : Karl Marx
- 1968 : Aimer (Любить...) de Mikhaïl Kalik et Inna Toumanian : Igor
- 1971 : Le Bien de la République (Достояние республики, Dostoyanie respubliki) de Vladimir Bytchkov (ru) : Ataman Lagoutine
- 1974 : Un chapeau de paille (Соломенная шляпка) de Leonid Kvinikhidze : lieutenant Émile Tavernier
- 1976 : La Princesse au petit pois (Принцесса на горошине) de Boris Rytsarev : troll
- 1977 : La Steppe (Степь) de Sergueï Bondartchouk : Salomon Moïseevich
- 1979 : Ce même Münchausen (Тот самый Мюнхгаузен, Tot samyi Munchausen) téléfilm de Mark Zakharov : bourgmestre